# Fernando Islas
Islas  López est un nom espagnol. Le premier nom de famille, en général paternel, est Islas ; le second, en général maternel, souvent omis, est López.
Fernando Islas López, né le 14 mars 1999 à Tepeapulco (es), est un coureur cycliste mexicain.

## Biographie
Fernando Islas est originaire de Tepeapulco (es), une petite localité de l'État d'Hidalgo au Mexique. Il se lance dans la compétition cycliste à l'âge de 12 ans.

## Palmarès sur route

### Par année
- 2016
  - 2e du championnat du Mexique du contre-la-montre juniors
- 2017
  -  Champion du Mexique sur route juniors
  -  Champion du Mexique du contre-la-montre juniors
  - Clásica de las Constituciones :
    - Classement général
    - 1re étape (contre-la-montre)

  - 3ea étape du Tour de l'Abitibi (contre-la-montre)
  - 2e du Tour de l'Abitibi
  -  Médaillé de bronze du championnat panaméricain sur route juniors
- 2019
  -  Champion du Mexique du contre-la-montre espoirs
  - Prologue de la Vuelta de la Juventud Mexicana
  - Clásica San Luis Rey
- 2023
  - Clásica León-San Luis
- 2025
  - Circuito Mágico Orizaba Veracruz

### Classements mondiaux
| Année            | 2019 |
| ---------------- | ---- |
| UCI America Tour | 101e |

## Palmarès en VTT

### Championnats panaméricains
- Paipa 2017
  -  Médaillé d'or du relais mixte (avec Gerardo Ulloa, Rafael Escarcega, Daniela Campuzano et Monserrath Rodríguez)

## Palmarès sur piste

### Championnats panaméricains
- 2016
  -  Médaillé d'argent de l'omnium juniors